# Nurmijärvi kyrka
Nurmijärvi kyrka (finska: Nurmijärven kirkko) är en kyrkobyggnad i Nurmijärvi i Esbo stift. Den är församlingskyrka i Nurmijärvi församling och invigdes år 1793. 

## Kyrkobyggnaden
Kyrkans byggmästare hette Matti Åkerblom. Bredvid kyrkan finns en klockstapel som färdigställdes år 1795. Klockstapeln har byggts av Mats Åkergren.
Nurmijärvi kyrka är den fjärde kyrkan i kommunen. Den tidigare kyrkan byggdes år 1692. Kyrkan revs år 1793 eftersom den var i dåligt skick. Den gamla kyrkan låg på den nuvarande begravningsplatsen. Det finns en minnesplatta över den gamla kyrkan i begravningsplatsens mur.
År 1776 beslutade Gustav III att alla kyrkor måste vara byggda i sten. Nurmijärvi församling var fattig och hade inte råd att bygga en stenkyrka. Därför vädjade Nurmijärviborna till konungen och slutligen fick man lov att bygga en träkyrka. På 1700-talet låg kyrkbacken vid sjön Kirkkojärvi. Sjön dikades ut på 1900-talet.
Nurmijärvi kyrka är en korskyrka och den har tre ingångar. Det finns en takryttare på kyrkans spåntak.
En stor del av kyrkans interiör har donerats till kyrkan, som takljuskronan, vaser, ljusstakar och även glasmålningar.
Kyrkans interiör har ändrats många gånger. Det nuvarande utseendet härstammar från år 1932. Under 1830-talet målade man apostlar och andra bibliska bilder i kyrkans predikstol och läktare. Bilderna övermålades med vitt under 1880-talet. De gamla målningarna togs fram när kyrkan fyllde 200 år.
Kyrkans bänkar är en del av den ursprungliga interiören men bänkarna renoverades under 1990-talet så att de skulle vara mer bekväma. Ursprungligen rymdes det cirka 1 000 människor i kyrkan men nuförtiden finns det cirka 550 sittplatser i Nurmijärvi kyrka.

## Inventarier
Altartavlan, som föreställer Kristi himmelsfärd, utfördes av C.P. Elfström 1832.

## Orgel
Kyrkans orgel med 30 stämmor byggdes av Martti Porthan år 1993. Orgeln är kyrkans tredje.

## Galleri

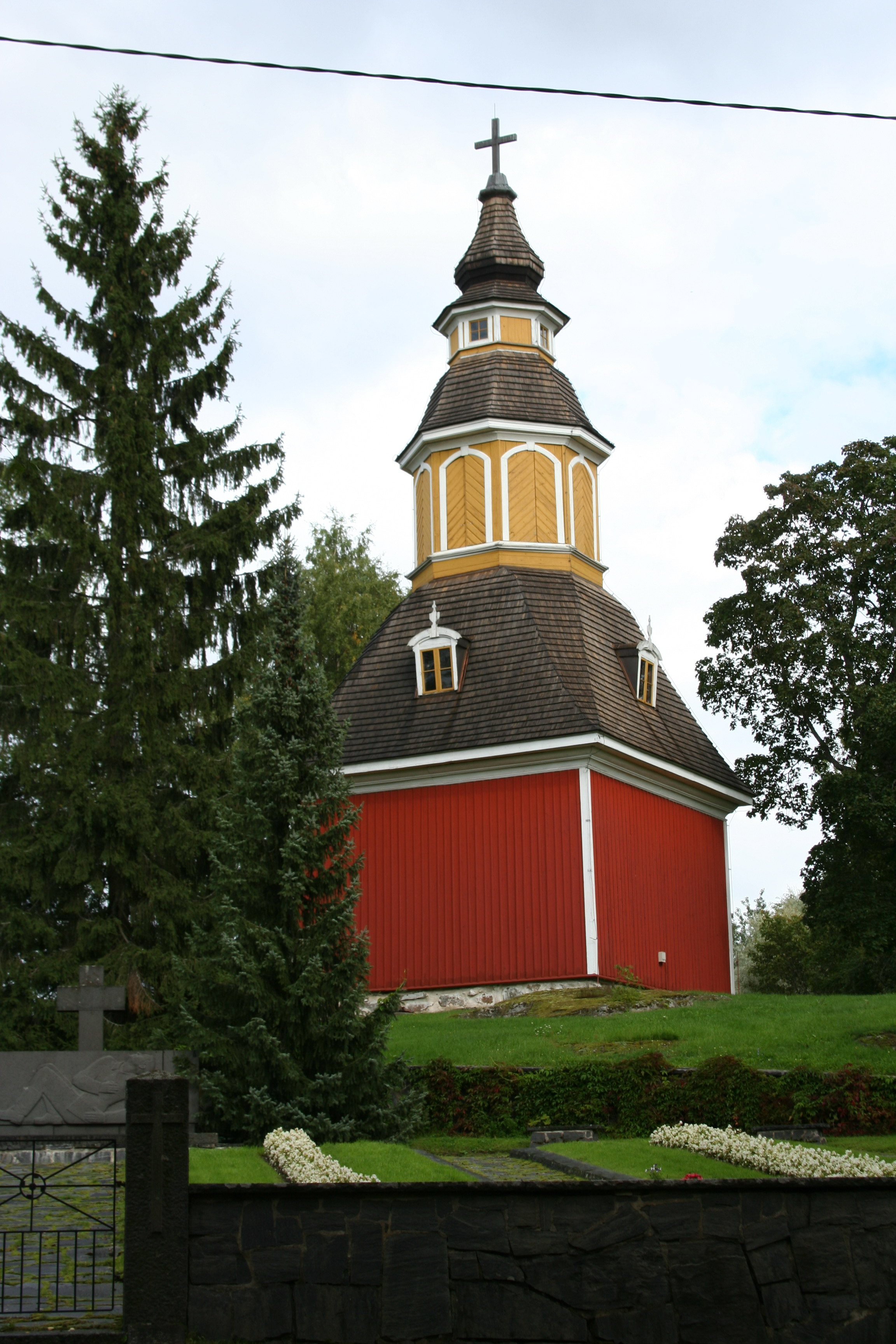
Kyrkans klockstapel.
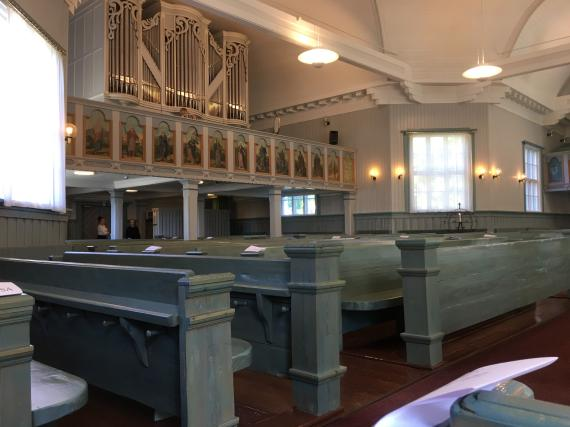
Kyrkans orgel.
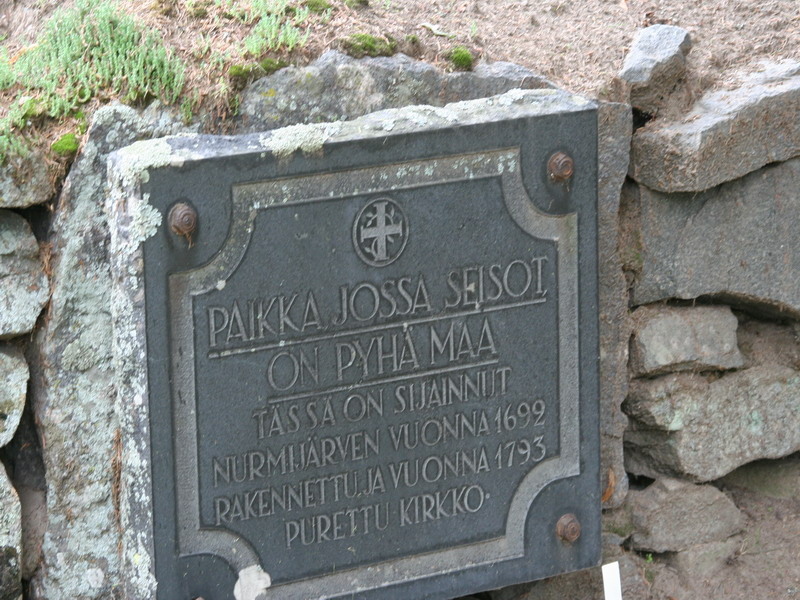
Minnesplattan vid begravningsplatsen.